# 倉茂好匡
倉茂 好匡（くらしげ よしまさ、1958年12月14日 - ）は、日本の地球物理学者。公立大学法人滋賀県立大学理事・副学長。元日本地形学連合会長。

## 経歴
東京都出身。
1981年、北海道大学理学部地球物理学科卒業。
1983年、成蹊中学・高等学校教諭。
1992年、北海道大学大学院理学研究科地球物理学専攻博士後期課程修了、理学博士、北海道大学大学院環境科学研究科助手。
1993年、北海道大学大学院地球環境科学研究科助手。
1998年、滋賀県立大学環境科学部環境生態学科助教授。
2005年、滋賀県立大学環境科学部環境生態学科教授。
2007年、日本学術会議地球惑星科学委員会委員。
2015年、日本地形学連合会長。のち、公立大学法人滋賀県立大学理事（教育・学生支援担当）・副学長。

## 著書
- 『琵琶湖のゴミ : 取っても取っても取りきれない』サンライズ出版 2009年
- 『環境科学を学ぶ学生のための科学的和文作文法入門』サンライズ出版 2011年
- 『看護学生のための科学的作文レッスン : 論文・レポートが変わる！』医学書院 2019年